# Sige macrocephala
Sige macrocephala är en ringmaskart som beskrevs av Malm 1874. Sige macrocephala ingår i släktet Sige och familjen Phyllodocidae. Inga underarter finns listade i Catalogue of Life.